# Чемпіонат України з регбіліг 2017
Чемпіонат України 2017 року з регбіліг.
Дев'ятий чемпіонат України з регбіліг серед чоловіків 2017 року розіграли 8 команд Суперліги, які провели турнір у двох групах по 4 команди у два кола. Пізніше по дві перші команди з кожної групи визначили володарів 1-4 місця.

## Учасники
«Сокіл» (Львів), «Верес» (Рівне), «Корзо» (Ужгород), РЛК «Мукачево» (Мукачево), «Легіон XIII» (Харків), РЛК «Київ» (Київ), «Корабел» (Миколаїв) і «Ребелс» (Київ).

## Суперліга

### Група А
| М | Команда    | 1           | 2           | 3           | 4         | В | Н | П | Р:О     | О  |
| - | ---------- | ----------- | ----------- | ----------- | --------- | - | - | - | ------- | -- |
| 1 | «Сокіл»    |             | 46:12 66:16 | 44:22 28:26 | 56:6 68:2 | 6 | 0 | 0 | 308:84  | 18 |
| 2 | «Верес»    | 12:46 16:66 |             | 52:46 42:36 | 44:0 34:0 | 4 | 0 | 2 | 200:194 | 14 |
| 3 | «Корзо»    | 22:44 26:28 | 46:52 36:42 |             | 80:8 76:4 | 2 | 0 | 4 | 286:178 | 10 |
| 4 | «Мукачево» | 6:56 2:68   | 0:44 0:34   | 8:80 4:76   |           | 0 | 0 | 6 | 20:358  | 6  |

### Група Б
| М | Команда              | 1         | 2           | 3           | 4           | В | Н | П | Р:О     | О  |
| - | -------------------- | --------- | ----------- | ----------- | ----------- | - | - | - | ------- | -- |
| 1 | «Легіон ХІІІ – ШВСМ» |           | 86:0 98:0   | 80:1 88:0   | 90:0 86:0   | 6 | 0 | 0 | 308:84  | 18 |
| 2 | «Київ»               | 0:86 0:98 |             | 50:10 56:10 | 52:12 24:6  | 4 | 0 | 2 | 200:194 | 14 |
| 3 | «Корабел»            | 1:80 0:88 | 10:50 10:56 |             | 42:20 30:16 | 2 | 0 | 4 | 286:178 | 10 |
| 4 | «Ребелс»             | 0:90 0:86 | 12:52 6:24  | 20:42 16:30 |             | 0 | 0 | 6 | 20:358  | 6  |

### Півфінали
НК «Верес» (Рівне) — «Легіон XIII – ШВСМ» (Харків) 2:138
«Сокіл» (Львів) — РК «Київ-НУФВСУ» (Київ)  62:36

### Матч за 3-є місце
РК «Київ» (Київ) — «Верес» (Рівне) 26:40

### Фінал
22 жовтня 2017, Харків, стадіон «Динамо»
«Легіон ХІІІ – ШВСМ» (Харків) — «Сокіл» (Львів) 82:0